# Baryssinus bicirrifer
Baryssinus bicirrifer es una especie de escarabajo longicornio del género Baryssinus, tribu Acanthocinini, subfamilia Lamiinae. Fue descrita científicamente por Bates en 1872.
El período de vuelo de la especie se presenta durante todos los meses del año.

## Descripción
Mide 7,8-9 milímetros de longitud.

## Distribución
Se distribuye por Bolivia, Brasil, Costa Rica, Ecuador, Guayana Francesa y Panamá.